# Pandolfo IV di Capua
Pandolfo IV di Capua (detto anche Randulf, Bandulf, Pandulph, Pandolf o Paldolf) (986 circa – Capua, 19 febbraio 1049 o 1050) è stato un principe longobardo che governò il Principato di Capua per tre separati periodi.

## Biografia
Pandolfo IV di Capua fu il figlio e successore di Pandolfo II di Benevento, morto nel 1014.

### Principe di Capua: 1016 - 1022
Dal febbraio  1016 al 1022 egli regnò insieme a suo cugino Pandolfo III. Nel 1018, il Catapano d'Italia bizantino Basilio sbaragliò l'esercito longobardo di Melo di Bari e dei suoi alleati Normanni a Canne.
A seguito di questa vittoria, i Bizantini vollero punire, tra tutti i principi del Mezzogiorno, coloro che erano stati alleati del Imperatore del Sacro Romano Impero. Pandolfo collaborò attivamente con i Greci, aiutando Basilio ad espugnare, nel 1020, la torre alla foce del Garigliano dove si era rifugiato il cognato di Melo, Datto, che fu catturato ed ucciso.
Ciò fece sì che un numeroso esercito giungesse dalla Germania, con un distaccamento al comando di Pellegrino, Arcivescovo di Colonia che nello specificò marciò lungo la costa del Mar Tirreno e infine assediò Capua. Nel 1022, il principe fu catturato e al posto suo fu insediato Pandolfo, conte di Teano. Pandolfo IV fu portato in catene dall'imperatore Enrico II, che lo fece quasi uccidere prima che Pellegrino intervenisse in suo favore. Egli fu imprigionato in Germania per due anni.

### Ritorno al potere: 1026 - 1039
Fu rilasciato dall'Imperatore Corrado II nel 1024 su richiesta del Principe Guaimario III di Salerno, che sperava in un nuovo alleato.
Aiutato da Guaimario e dal cavaliere normanno Rainulfo Drengot, Pandolfo assediò immediatamente Capua. Nel 1025, Basilio, di ritorno da una spedizione in Sicilia, si unì a loro con grandi forze.
Nel 1026, dopo un assedio di 18 mesi, la città cadde. Il comandante greco diede al conte di Teano un salvacondotto per  Napoli. Pandolfo riprese il suo dominio e rimase al potere fino al 1038.
Nel 1027, egli sconfisse e depose Sergio IV di Napoli, ma Sergio fu reinsediato nel 1029 da un esercito Normanno al comando di Rainulfo, un tempo alleato di Pandolfo, che ottenne in cambio la contea di Aversa.
In seguito Pandolfo si mosse contro l'abate di Montecassino. Il precedente abate, Atenolfo, che aveva aiutato Pandolfo, era fuggito di fronte all'esercito invasore imperiale nel 1024.
Il nuovo abate, Teobaldo, era stato il candidato dall'Imperatore e dal papa.
Dopo averlo invitato a Capua, Pandolfo lo gettò in prigione, dove raggiunse il deposto arcivescovo di Capua.
Nel 1032, Pandolfo rivolse la sua attenzione ad un vecchio alleato di Sergio, Giovanni V di Gaeta. Egli conquistò Gaeta ed assunse i relativi titoli di console e duca. Per tutto ciò il cronista Amato di Montecassino lo chiamò fortissime lupe, Il lupo degli Abruzzi, un uomo dagli "atti malvagi e subdoli".
Successivamente, Guaimario IV di Salerno, il figlio di Guaimario III (morto 1027), chiese ai due Imperatori - d'Oriente e d'Occidente - di venire per risolvere le molte dispute che dilaniavano il Sud dell'Italia. Solo Corrado accettò e, arrivato a Troia nel 1038, ordinò a Pandolfo di restituire a Montecassino i possedimenti rubati. Pandolfo mandò la moglie ed il figlio a chiedere la pace in cambio di un grosso quantitativo d'oro (in due rate) oltre ad un figlio ed una figlia come ostaggi. L'imperatore accettò l'offerta ma i due ostaggi fuggirono e Pandolfo si rifugiò nel suo castello di confine di Sant'Agata de' Goti.
Corrado prese Capua e la diede a Guaimario insieme al titolo di Principe.
Egli inoltre fece di Aversa una contea di Salerno.
Pandolfo nel frattempo fuggì a Costantinopoli, cercando la protezione dei suoi vecchi alleati greci.
Ma le dinamiche politiche erano cambiate e Pandolfo fu imprigionato.

### Seconda restaurazione: 1046 - 1050
In seguito Guaimario entrò in conflitto con l'Imperatore Michele IV il Paflagone e, prima della morte di quest'ultimo, Pandolfo fu rilasciato dalla cattività. Egli tornò in Italia nel 1042 e, per i successivi cinque anni, con pochi seguaci, minacciò Guaimario. Nel 1047 anno cruciale nella storia del Mezzogiorno e dei Longobardi, l'imperatore Enrico III, figlio di Corrado, rese suoi vassalli i Drengot e gli  Altavilla.
A Capua restituì per l'ultima volta il potere a Pandolfo, che morì il 19 febbraio 1049 o 1050.

## Ascendenza
|                           |   |                 | Genitori |  |  | Nonni |  |  | Bisnonni                 |  |  | Trisnonni               |  |
|                           |   |                 |          |  |  |       |  |  | Landolfo II di Benevento |  |  | Landolfo I di Benevento |  |
|                           |   |                 |          |  |  |       |  |  | Landolfo II di Benevento |  |  | Landolfo I di Benevento |  |
|                           |   | Gemma di Napoli |          |  |  |       |  |  | Landolfo II di Benevento |  |  |                         |  |
| Landolfo III di Benevento |   |                 |          |  |  |       |  |  | Landolfo II di Benevento |  |  |                         |  |
|                           |   | Yvantia         | …        |  |  |       |  |  |                          |  |  |                         |  |
|                           |   | Yvantia         | …        |  |  |       |  |  |                          |  |  |                         |  |
|                           |   | Yvantia         | …        |  |  |       |  |  |                          |  |  |                         |  |
| Pandolfo II di Benevento  |   | Yvantia         |          |  |  |       |  |  |                          |  |  |                         |  |
|                           |   | …               | …        |  |  |       |  |  |                          |  |  |                         |  |
|                           |   | …               | …        |  |  |       |  |  |                          |  |  |                         |  |
|                           |   | …               | …        |  |  |       |  |  |                          |  |  |                         |  |
| …                         |   | …               |          |  |  |       |  |  |                          |  |  |                         |  |
|                           |   | …               | …        |  |  |       |  |  |                          |  |  |                         |  |
|                           |   | …               | …        |  |  |       |  |  |                          |  |  |                         |  |
|                           |   | …               | …        |  |  |       |  |  |                          |  |  |                         |  |
| Pandolfo IV di Capua      |   | …               |          |  |  |       |  |  |                          |  |  |                         |  |
|                           | … | …               |          |  |  |       |  |  |                          |  |  |                         |  |
|                           | … | …               |          |  |  |       |  |  |                          |  |  |                         |  |
|                           | … | …               |          |  |  |       |  |  |                          |  |  |                         |  |
| …                         | … |                 |          |  |  |       |  |  |                          |  |  |                         |  |
|                           |   | …               | …        |  |  |       |  |  |                          |  |  |                         |  |
|                           |   | …               | …        |  |  |       |  |  |                          |  |  |                         |  |
|                           |   | …               | …        |  |  |       |  |  |                          |  |  |                         |  |
| …                         |   | …               |          |  |  |       |  |  |                          |  |  |                         |  |
|                           |   | …               | …        |  |  |       |  |  |                          |  |  |                         |  |
|                           |   | …               | …        |  |  |       |  |  |                          |  |  |                         |  |
|                           |   | …               | …        |  |  |       |  |  |                          |  |  |                         |  |
| …                         |   | …               |          |  |  |       |  |  |                          |  |  |                         |  |
|                           |   | …               | …        |  |  |       |  |  |                          |  |  |                         |  |
|                           |   | …               | …        |  |  |       |  |  |                          |  |  |                         |  |
|                           |   | …               | …        |  |  |       |  |  |                          |  |  |                         |  |
|                           |   | …               |          |  |  |       |  |  |                          |  |  |                         |  |